# Буковель
Букове́ль (укр. Буковель) — крупнейший горнолыжный курорт Украины, часть которого принадлежит государству. Расположен недалеко от села Поляница Яремчанского городского совета в Ивано-Франковской области, возле подножья горы Буковель, на высоте 920 метров над уровнем моря. Самая высокая точка курорта — гора Довга — 1372 м. Сезон длится с конца ноября до середины/конца апреля.

## География
Курорт расположен неподалёку от с. Поляница Ивано-Франковской области, в 35 км от г. Яремче и в 100 км на юго-запад от г. Ивано-Франковска.
Список близлежащих городов, сел и зимних курортов:
- Поляница ~ 1 км
- Татаров ~ 10 км
- Яблоница ~ 15 км
- Лазещина ~ 15 км
- Ясиня ~ 20 км
- Ворохта ~ 20 км
- Микуличин ~ 25 км
- Яремче ~ 35 км[1].

## История
История курорта начинается с 2000 года, когда между ООО «Скорзонера» и фирмой «Горизонт АЛ» было заключено соглашение о создании круглогодичного рекреационного комплекса.
В конце 2001 года были проведены стартовые работы по запуску первой канатной дороги комплекса — подъёмника длиной 691 м на северном склоне г. Буковель. Параллельно разрабатывались варианты размещения парнокресельной канатной дороги на северо-западном склоне г. Буковель. В сентябре-октябре 2002 г. этот проект был реализован в виде канатной дороги длиной 1000 м.
Открытие второго склона — трассы 2А и двухкресельного подъёмника состоялось в 2003 году . В 2004 году была открыта трасса 7А, на которой был размещён бугельный подъёмник, и начата подготовка к созданию горнолыжной арены.
В 2003 году на территории ГК «Буковель» отдыхало 48 тыс. человек, в 2005/2006 — 206 тыс. В 2006/2007 годах гостями стали ориентировочно 400 тыс. чел. За сезон 2007—2008 курорт посетило около 850 тыс. уникальных туристов. В 2010/2011 года на курорте было зарегистрировано 1,2 миллиона дневных посещений. 8 % — 10 % от общего количества отдыхающих составляют иностранные туристы.
В 2012 году Буковель был признан самым быстроразвивающимся горнолыжным курортом мира.
В 2013 году вышла серия сериала «Сваты», которая снималась в Буковеле.
На курорте проходили этапы Кубка мира по фристайлу в лыжной акробатике.
В декабре 2016 года в результате национализации «Приватбанка» часть курорта Буковель перешла в собственность государства. В октябре 2018 года государственная доля была выставлена на продажу.
В 2025 году Буковель открыл Офис устойчивого развития и заявил о цели стать первой сертифицированной туристической дестинацией в Украине по международным стандартам Green Destinations.

## Инфраструктура

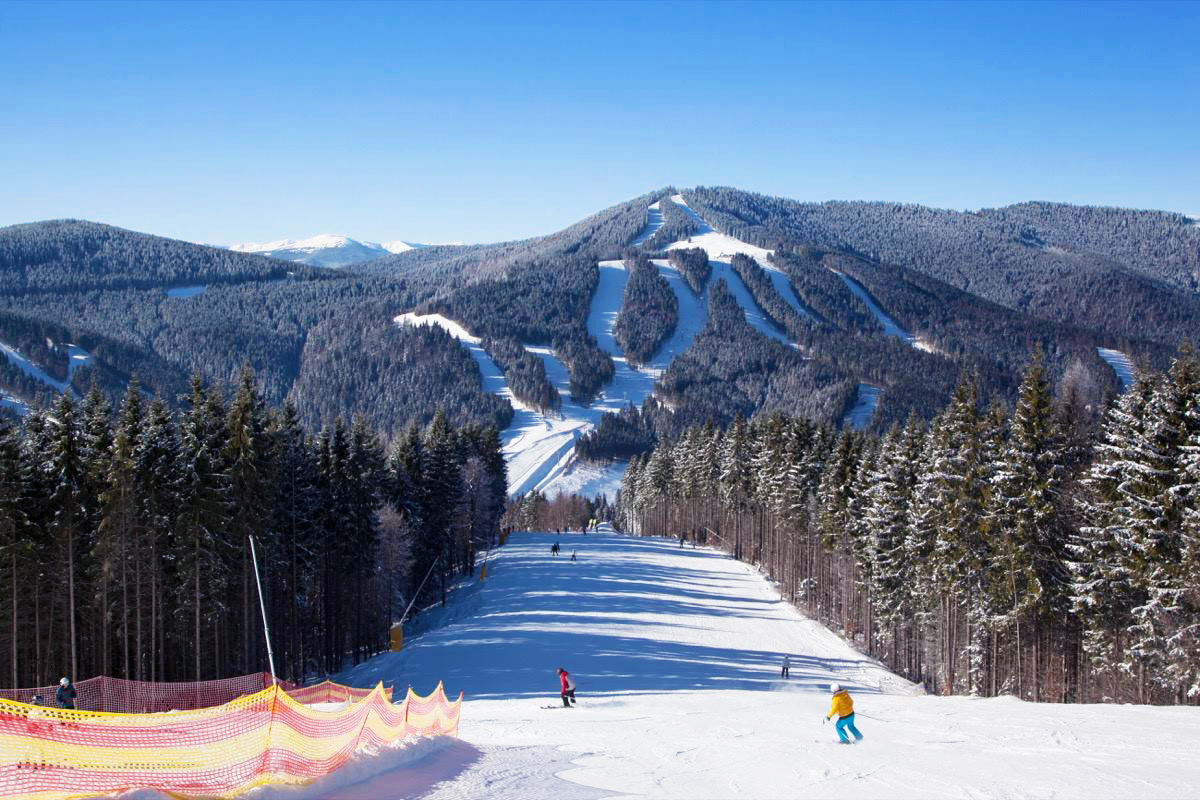
Трассы курорта

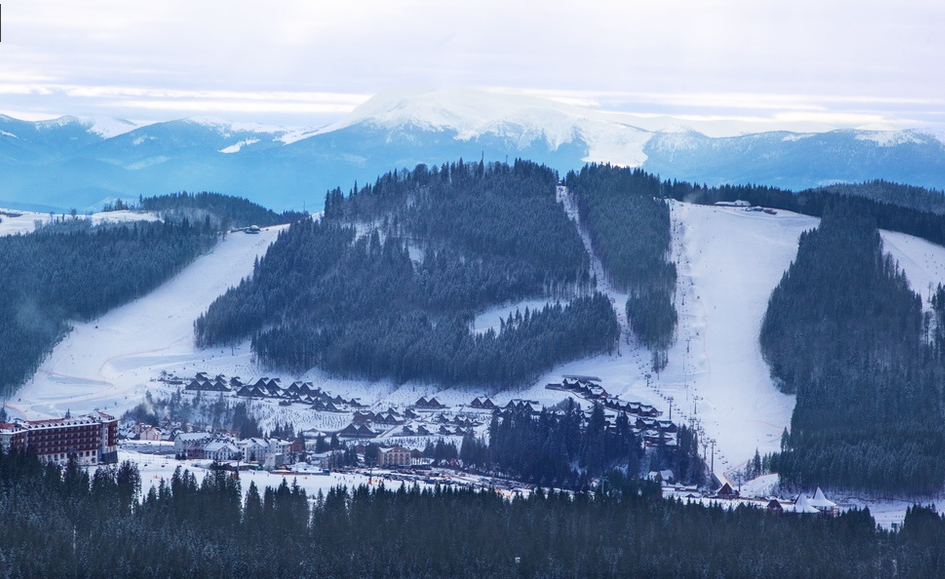
Жилая зона: коттеджи и отель Radisson Blu Bukovel

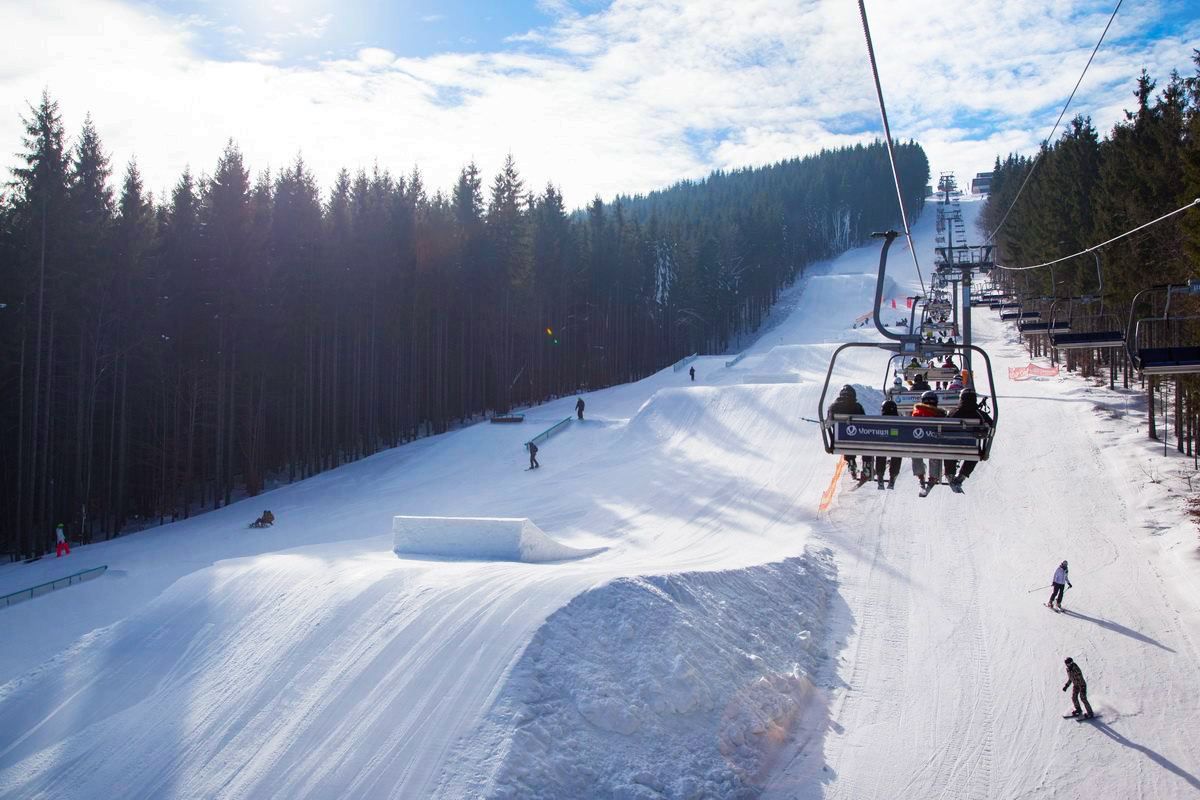
Сноупарк курорта на трассе 8А

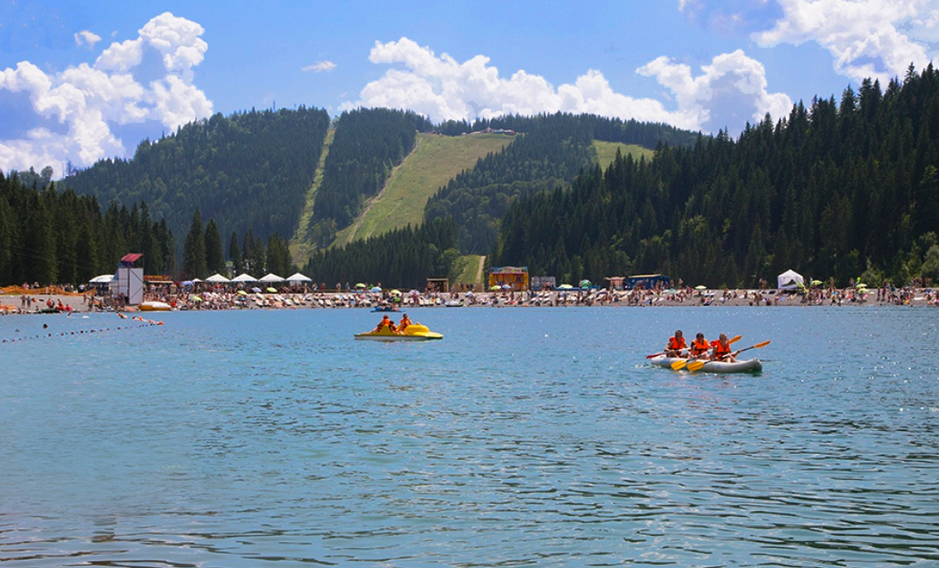
Большое озеро Буковеля

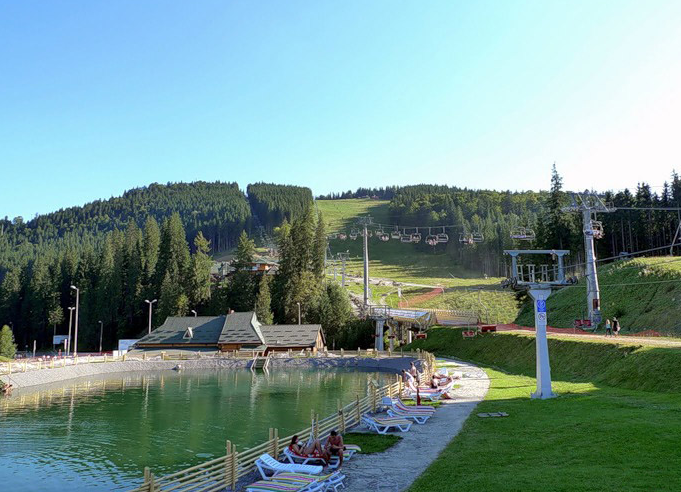
Малое озеро Буковеля с экологичной системой подогрева

### Спорт
- 75 км подготовленных трасс. 100 % оборудованы снежными пушками
- 67 горнолыжных трасс всех уровней сложности
- 17 подъёмников с пропускной способностью 34700 человек/час
- лыжная школа (в том числе специализированная детская)
- пункты проката снаряжения
- сноупарк
- велопарк

Осенью 2015 года Буковель впервые стал местом проведения самых высокогорных соревнований по триатлону. На этом спортивные события не закончились - в июне 2016 года на курорте провели еще один триатлон, который собрал вдвое больше спортсменов, представителей СМИ и просто желающих наблюдать за соревнованиями. Буковель планирует стать спортивной столицей Украины.

### Проживание
- Семь собственных гостиничных комплексов (номерной фонд — 1500 койко-мест).
- 4-звёздочные и 5-звёздочные отдельные виллы-шале.

### Летние развлечения
- Экотуризм, выращивание растений
- Джип-туры на суперджипах, прокат джипов Wrangler
- Озеро с экологичной системой подогрева и обустроенной территорией пляжа
- Велопарк, прокат велосипедов
- Спортивные площадки
- Конные прогулки
- Пешеходные маршруты
- Скалодром
- Аренда беседок
- Экскурсии по региону
- Экстрим-парк
- Квадротуры
- Paintball / Airsoft
- Боулинг
- Бильярд
- Детский клуб и развлекательный центр

### Зимние развлечения
- Школа карвинга
- Сноубайк
- Прогулки на собачьих упряжках
- Сноутьюбинг
- Сноупарк
- Прокат квадроциклов, снегоходов, скутеров "Segway"
- Big-Airbag

### Горное озеро
Летом 2014 года Буковель открыл самое большое искусственное озеро на Украине площадью 6,8 гектара.

## Особенности
Буковель изначально был спроектирован как лыжный курорт (наличие ядра из одно-двухэтажных отелей, стоянок для авто, точек общественного питания). От этого ядра по склонам постоянно строятся новые подъёмники и трассы. С 2008 года Буковель начал развиваться как лечебный и бальнеологический центр благодаря наличию собственных источников минеральных вод).
Сейчас на курорте действует центр, который оборудован современным диагностическим и медицинским оборудованием. Он специализируется на помощи людям с проблемами опорно-двигательного аппарата, желудочно-кишечного тракта и мочевыводящих путей.
На территории курорта расположен бесплатный буфет, в котором подается природная минеральная вода, полезные свойства которой подтверждены Одесским Институтом Бальнеологии и Курортологии. Вода прошла проверку и сертификацию. Кроме того, курорт известен своими Буковельськими чанами, которые функционируют на основе минеральной воды и фитоотваров.

## Трассы и подъёмники

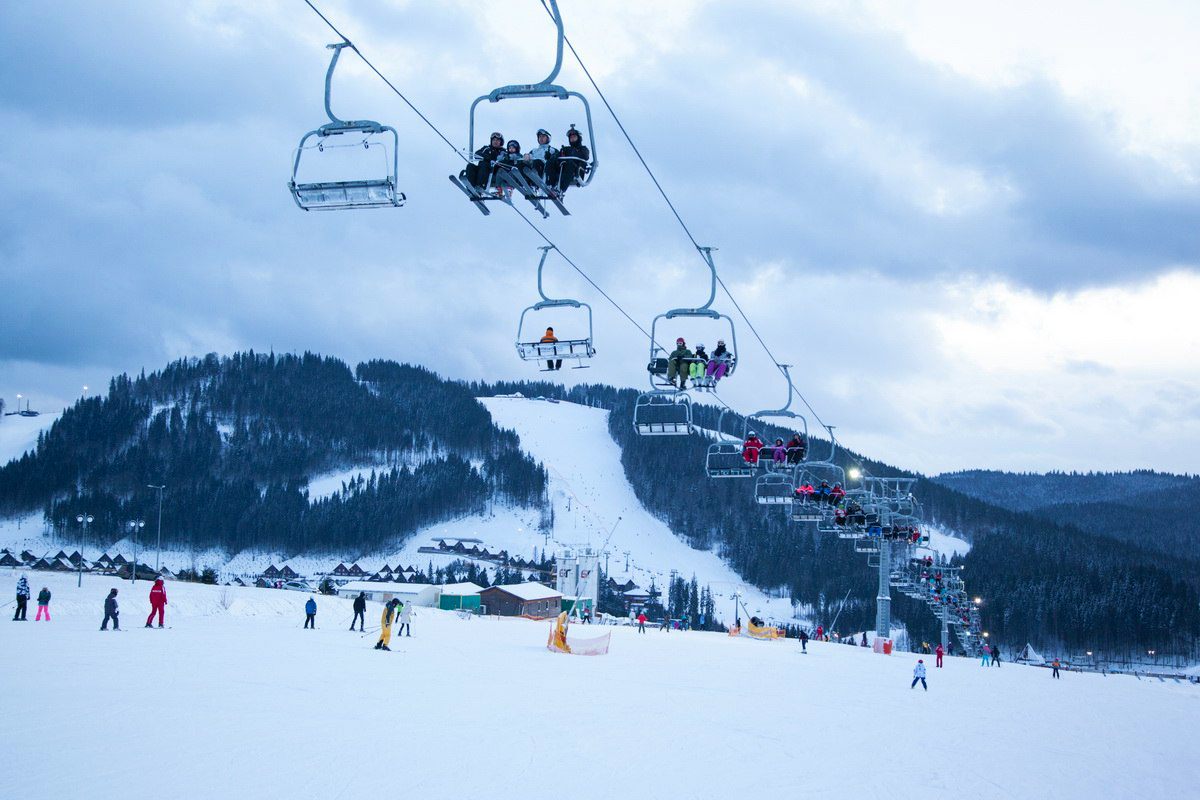
Подъёмник

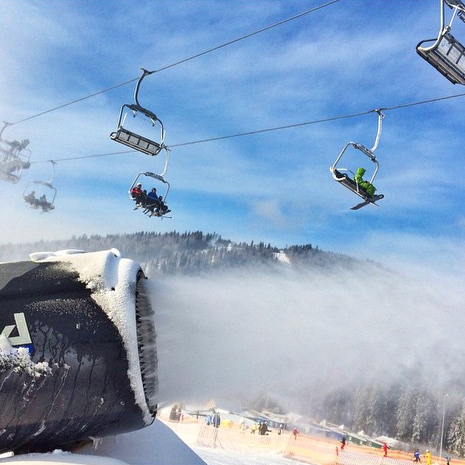
Снежная пушка

Буковель расположен на пяти горах: Довга (1372 м), Буковель (1127 м), Бульчинеха (1455 м), Бабий Погар (1180 м), Чёрная Клева (1241 м), предлагая в общей сложности 75 км трасс (синие, красные и чёрные). На всех трассах есть снежные пушки, несколько трасс оборудованы стационарным освещением.
Заявленный период функционирования лыжных трасс — ноябрь-май, хотя по погодным условиям это не всегда выполняется в полной мере.
Трассы проходят на специально подготовленных склонах, оборудованы снеговыми пушками, подготовлены для катания специальной снегонапыляющей и снеготрамбующей техникой.
В сезон на курорте функционируют 16 современных подъёмников с общей пропускной способностью 34700 чел / час.
- Количество трасс: 67
- Протяжённость трасс: от 300 до 2350 м.
- Классификация трасс: синие, красные, чёрные.
- Перепад высот: от 40 до 285 м.
- Спортивные трассы для слалома-гиганта и могула (№ 1А)

17 подъёмников:
1 ---- шестикресельный (подъёмник № 3)
- 13 — четырёхкресельных (подъёмники № 1R, 2R, 5, 7, 8, 11, 12, 13, 14, 15, 16, 17, 22)
- 1 — двухкресельный (подъёмник № 2)
- 1 — трехкресельный (подъёмник № 3)
- 1 — бугель (подъёмник № 6)

Помимо этого, есть несколько подъёмников для начинающих (мультилифты и ленточный подъёмник).
- Протяжность трасс для велопрогулок — 46,7 км
- Протяжность трасс для скоростного спуска — 4,7 км